# Pařížské královské četnictvo
Pařížské královské četnictvo (francouzsky Gendarmerie royale de Paris) byla vojenská jednotka zodpovědná za udržování pořádku v Paříži. Byla vytvořena na počátku Restaurace v roce 1816, kdy nahradila dosavadní královskou gardu a pařížské císařské četnictvo.

## Historie
Dne 21. července 1815 byla zrušena generální inspekce četnictva. Dne 10. září a 27. října 1815 byla vydána nařízení týkající se organizace a složení královského četnictva. Dne 18. listopadu 1815 bylo vydáno nařízení, že v každém depertementu bude ustavena porota, která bude organizovat četnické brigády.
Královské četnictvo v Paříži bylo vytvořeno královským dekretem z 10. ledna 1816. Jeho zřízení bylo součástí reorganizace armády zaměřené na rozchod s politicko-vojenským dědictvím Prvního císařství. Tento sbor měl část pěší a část jezdeckou. Královské četnictvo města Paříže mělo stejné výsady a výhody jako jiné francouzské četnictvo, ale její příslušníci měli vyšší roční platy. Členem se mohl stát každý voják i civilista, který předložil osvědčení o svém dobrém chování. Muselo mu být mezi 16 a 40 lety a musel mít ukončené dva roky v řadové pěchotě nebo jeden rok ve francouzském četnictvu. Protože během červencové revoluce zůstal sbor věrný Karlovi X., byl za červencové monarchie rozpuštěn rozkazy z 11. a 16. srpna 1830. Nahradila ji pařížská městská stráž, která již nebyla součástí četnictva.